# Nathaniel Rothschild
Nathaniel Philip Victor James "Nat" Rothschild, quinto barón Rothschild (12 de julio de 1971) es un financista británico residente en Suiza, y es uno de los descendientes de la familia Rothschild. Es el presidente de JNR Limited, una empresa dedicada a el asesoramiento de inversiones, que se centra principalmente en los mercados emergentes y en el sector de los metales, la minería y los recursos. Fue copresidente del Bumi Plc, un grupo de recursos naturales, que él ayudó a crear y aparece en la Bolsa de Londres. Fue copresidente de el fondo de cobertura Atticus Capital desde 1996 hasta su disolución en 2009. Tiene una amplia gama de empresas multinacionales. Posee además la nacionalidad montenegrina.

## Infancia y educación
Nathaniel Philip Rothschild es el mayor de cuatro hermanos y único hijo de Jacob Rothschild, 4o. barón Rothschild y Serena Mary Dunn. Su madre era de familia cristiana mientras que su padre era de origen judío por parte de padre (su abuela paterna se convirtió al judaísmo al casarse).
Fue educado en la Colet Court (en el mismo año que el Ministro de Hacienda George Osborne), en Eton College y en la Wadham College, Oxford donde se graduó en finanzas. Era miembro aislado de la sociedad Bullingdon Club de la Universidad de Oxford como estudiante al mismo tiempo que George Osborne.

## Carrera
Rothschild comenzó su carrera en 1994 en Lazard Brothers gestión de activos de Londres, antes de unirse a Gleacher Partners.
Rothschild fue el co - presidente (así como propietario de un 50 %) de Atticus Capital, firma de gestión de inversiones internacional establecida en 1995, que tenía oficinas en Nueva York y Londres. Allí jugó un papel decisivo en el desarrollo de la empresa, utilizando sus contactos para recaudar fondos y contratar personal. Tras la disolución de Atticus Capital en 2009, Rothschild se convirtió en co - presidente del fondo de cobertura Attara Capital LP, el gestor de inversiones sucesor del Fondo Europeo de Atticus, gestionado anteriormente por Atticus capital. Nathaniel se retiró de Attara en diciembre de 2011.
Rothschild es el expresidente de Vivarte, un minorista sobre todo europeo y propietario de la marca de ropa Kookai. Nombrado en 2000 tras la adquisición de una parte de el %32.9 de NR Atticus, dirigió al grupo a una exitosa reestructuración y posteriormente se lo vendió a PAI Partners, una firma de capital privado francés en 2004
Se convirtió en un director suplente de RIT Capital Partners plc en marzo del 2000, y como director no ejecutivo en el año 2004 hasta el 2010, cuando renunció a la junta RIT para centrarse en otras actividades. Igualmente sigue siendo un accionista directo sustancial de RIT beneficiario del 35% de Five Arrows Limited, una compañía Rothschild holding cuyo activo principal es las acciones de RIT.
Desde 2010, Rothschild ha sido director no ejecutivo de Barrick Gold Corporation. También se desempeñó como presidente del United Company Rusal plc, el mayor productor de aluminio del mundo, desde su creación en el 2007 hasta diciembre de 2011.
Nat Rothschild es miembro de la Belfer Center Consejo Internacional de Harvard de Escuela de Gobierno John F. Kennedy y de el Consejo Asesor Internacional Institución Brookings. Es también un miembro del Consejo Asesor Internacional de la corporación Barrick Gold.

## Inversiones
En el año 2000, The Observer publicó que, además de la herencia declarada y los 500 millones de libras de Rothschild, se rumoreaba que se «han ocultado una serie de fideicomisos en Suiza y su patrimonio real es de un valor de £40 mil millones». Todo eso se habría llevado a cabo a través de NR Investments Ltd., su sociedad de inversión de capital. Nathaniel Rothschild era una pieza clave de los inversores de la United Company Rusal en una oferta pública inicial en enero de 2010. Al mismo tiempo Rothschild compró $40 millones de dólares en Glencore bonos, convertibles a acciones a partir de una OPV.
Además de NR Investments Ltd. Rothschild es el mayor accionista de Volex, basado en la fabricación de cables eléctrico con un (26.5% En diciembre de 2009). Además Nathaniel Rothschild es propietario de una participación de 11% en BR Properties, una compañía de propiedad brasileña, y tiene un interés en diversos proyectos inmboliarios en Europa del este (Montenegro, Rumania y Ucrania).
En julio de 2010 Vallar Plc en Jersey incorporó un vehículo de inversión fundado por Nathaniel Rothschild, levantó 707 200 000 euros vía una oferta pública de venta en la Bolsa de Londres. Vallar está liderado por Rothschild y James Campbell, un exjefe de Anglo American PLC empresa de carbón y Base metal. Junto con otros miembros del equipo directivo de Vallar, se han invertido 100 millones de libras en acciones de la compañía. Vallar se centra en las inversiones en minería de metal, carbón y hierra en América, Rusia, Europa del Este y Australia.

En noviembre de 2010, Vallar anunció la compra de participaciones por $ 3 mil millones cotizada en carbón térmico de Indonesia (utilizado para las centrales eléctricas ) los productores de una combinación de efectivo y acciones nuevas vallar, con el fin de combinarlos para crear el mayor exportador de carbón térmico a China, India y otras economías emergentes de Asia. La transacción se cerró como estaba previsto el 8 de abril de 2011. 
En 2011, Vallar plc ha sido renombrado. Bumi plc.
En junio de 2011, Rothschild y Tony Hayward, el expresidente ejecutivo de BP plc, aparece un sucesor a Vallar llamado Vallares VLR en la Bolsa de Londres, con una recaudación de $2.2 billones. Esencialmente esto era idéntico al antecesor, que estaba centrado en metales y minería, salvo que esta nueva identidad puede adquirir activos de petróleo y gas.
En septiembre, Vallares anunció una fusión de todos 50/50 acciones en Turkish Energy Champion Genel Energy, valorada en $4.2 billion.
En 2011, The Sunday Times estima la fortuna personal de Nathaniel Rothschild en $1.6 millardos.

## Vida personal
Estuvo casado brevemente una vez con la modelo Anabelle Neilson, pero se divorciaron. Desde entonces, se ha relacionado con Natalie Portman y con Petra Nemcova.
Rothschild vivió por un tiempo en Nueva York antes de establecerse en Suiza en 2000, y según la revista de negocios suiza Bilanz es residente de Klosters-Serneus y de Grisonia.
El caballo de carreras de Nathaniel, fue el ganador en 2011 del King George VI & Queen Elizabeth Stakes, fue criado y de propiedad de la madre de Rothschild y es nombrado después de él.